# Northfork (Virginia Occidental)
Northfork es un pueblo ubicado en el condado de McDowell en el estado estadounidense de Virginia Occidental. En el Censo de 2010 tenía una población de 429 habitantes y una densidad poblacional de 171,82 personas por km².

## Geografía
Northfork se encuentra ubicado en las coordenadas 37°25′11″N 81°25′39″O / 37.41972, -81.42750. Según la Oficina del Censo de los Estados Unidos, Northfork tiene una superficie total de 2.5 km², de la cual 2.5 km² corresponden a tierra firme y (0%) 0 km² es agua.

## Demografía
Según el censo de 2010, había 429 personas residiendo en Northfork. La densidad de población era de 171,82 hab./km². De los 429 habitantes, Northfork estaba compuesto por el 42.19% blancos, el 57.11% eran afroamericanos, el 0.23% eran amerindios, el 0% eran asiáticos, el 0% eran isleños del Pacífico, el 0% eran de otras razas y el 0.47% pertenecían a dos o más razas. Del total de la población el 0.23% eran hispanos o latinos de cualquier raza.